# Kansas Public Radio
Das Kansas Public Radio betreibt ein Netzwerk von Public Radio Stationen der University of Kansas. Hauptsender ist KANU aus Kansas City. Neben KANU (91,5 FM) betreibt Kansas Public Radio auch die Vollleistungssender KANH in Emporia (89,7 FM), KANV in Olsburg (91,3 FM, für Manhattan und Junction City) und KANQ in Chanute (90,3 FM) sowie die Low-Power-Translatoren K210CR in Atchison County (89,9 FM) und K258BT (99,5 FM) und K250AY (97,9 FM) in Manhattan.
Zusammen decken die Sender den gesamten Nordosten von Kansas sowie große Teile von Missouri, einschließlich Kansas City, ab. Das Flaggschiff KANU bietet in weiten Teilen des Gebiets von Kansas City neben KCUR (Lawrence ist Teil des Marktes von Kansas City) eine zweite Wahl für NPR-Programme. Sein starkes 100.000-Watt-Signal ermöglicht es ihm, gleichzeitig als Haupt-NPR-Sender für die Hauptstadt des Bundesstaates Topeka zu fungieren.

## Geschichte
KANU-FM ging am 15. September 1952 als erster Sender des Netzwerkes auf Sendung. Als stärkster Sender des Netzwerkes sendet er heute mit 100 kW in Kansas City. KPR war der erste nichtkommerzielle Sender der in Stereo sendete; 1961 wurde der Stereobetrieb aufgenommen. KANU gewann 1974 einen Peabody Award für seine wöchentliche Stunde The American Past, die von dem Journalismusprofessor Calder Pickett moderiert wurde. Die Sendung, in der Audioclips und Musik aus früheren Zeiten mit historischen Erzählungen gemischt wurden, wurde 32 Jahre lang ausgestrahlt, bis Pickett 2005 in den Ruhestand ging. Der Sender wurde auch durch klassische Musiksendungen wie Opera Is My Hobby, die 59 Jahre lang wöchentlich von Dr. Jim Seaver moderiert wurde, und Dick Wrights’ The Jazz Scene am Samstagmorgen bekannt. Zu den aktuellen Programmen gehört die international ausgestrahlte Musiksendung The Retro Cocktail Hour.
Im Jahr 2003 nahm KANU den umfassenderen Slogan Kansas Public Radio an, um sein schnell wachsendes Sendegebiet zu erweitern.

## Programm
KPR übernimmt als Mitglied des National Public Radio Programme wie All Things Considered seit 1971, heute auch die Morning Edition und A Prairie Home Companion. Daneben gibt es zahlreiche Eigenproduktionen.
Auf seinem HD2 Kanal strahlt KPR einen Mix aus dem Programm der BBC und des NPRs aus. Dieses Programm wird als KPR2 bezeichnet und ist online oder mit einem speziellen HD-Radio verfügbar.

## Verbreitung
Das Programm von KPR wird über den Hauptsender KANU und einer Reihe von Umsetzern und Repeatern verbreitet. Umsetzer senden das Programm aus Atchinson, Manhattan und Lawrence; Repeater befinden sich in Emporia (KANH), Chanute (KANQ) und Olsburg (KANV).